# 2차원 𝒩=1 초등각 장론
양자장론에서, 2차원 {\displaystyle {\mathcal {N}}=1} 초등각 장론(二次元{\displaystyle {\mathcal {N}}=1}超等角場論, 영어: two-dimensional {\displaystyle {\mathcal {N}}=1} superconformal theory)은 하나의 초대칭을 가지는 2차원 등각 장론이다. 끈 이론에서 중요한 역할을 한다.

## 𝒩=1 초등각 대수
2차원 {\displaystyle {\mathcal {N}}=1} 초등각 대수의 생성원은 다음과 같다.
- {\displaystyle G_{r}}. 이는 {\displaystyle h=3/2} 비라소로 대수 1차장인 초전류(영어: supercurrent) {\displaystyle Q(z)}의 모드 전개이다. 느뵈-슈워츠(NS) 경계 조건의 경우 {\displaystyle r\in \mathbb {Z} +1/2}이며, 라몽(R) 경계 조건의 경우 {\displaystyle r\in \mathbb {Z} }이다.
- {\displaystyle L_{n}}. 이는 {\displaystyle h=2} 비라소로 대수 준1차장인 에너지-운동량 텐서 {\displaystyle T(z)}의 모드 전개이며, {\displaystyle n\in \mathbb {Z} }이다.
- {\displaystyle c}는 중심 원소이며, 중심 전하(영어: central charge)라고 한다.

이들은 다음과 같은 교환자를 갖는다.
c는 모든 원소와 가환
{\displaystyle [L_{m},L_{n}]=(m-n)L_{m+n}+{\frac {c}{12}}(m^{3}-m)\delta _{m+n,0}}
{\displaystyle [L_{m},G_{r}]=(m/2-r)G_{r+m}}
{\displaystyle \{G_{r},G_{s}\}=2L_{r+s}+{\frac {c}{3}}(r^{2}-1/4)\delta _{r+s,0}}
이 대수는 다음과 같은 {\displaystyle \mathbb {Z} /2} R대칭을 갖는다.
{\displaystyle L_{m}\mapsto L_{m}}
{\displaystyle G_{r}\mapsto -G_{r}}
{\displaystyle c\mapsto c}

### 대역적 대수
NS 대수에서, {\displaystyle L_{0}}, {\displaystyle L_{\pm 1}}, {\displaystyle G_{\pm 1/2}}는 부분 리 초대수를 이룬다. 이는 대역적으로 정의되는 초등각 대칭의 리 초대수이다.
R 대수에서, {\displaystyle L_{0}}, {\displaystyle G_{0}}, {\displaystyle c}는 부분 리 초대수를 이루며, 다음과 같다.
{\displaystyle [L_{0},G_{0}]=[L_{0},L_{0}]=0}
{\displaystyle \{G_{0},G_{0}\}=2(L_{0}-c/24)}

## 표현
비라소로 대수의 경우와 마찬가지로, {\displaystyle {\mathcal {N}}=1} 초등각 대수의 기약 표현은 초1차장(超一次場, 영어: superprimary field) 위에 사다리 연산자들의 작용으로 구성된다.:174–175:254–255 초1차장은 다음을 만족시키는 상태이다.
{\displaystyle L_{n}|\phi \rangle =G_{r}=0\qquad \forall n,r>0}
초등각 대수 기약 표현의 나머지 장들은 다음과 같이 표준적으로 나타낼 수 있다.
{\displaystyle L_{-n_{1}}L_{-n_{2}}\cdots L_{-n_{k}}G_{-r_{1}}G_{-r_{2}}\cdots G_{-r_{p}}|\phi \rangle \qquad (0<n_{1}\leq n_{2}\leq \cdots \leq n_{k},\;0<r_{1}<r_{2}<\cdots <r_{p}}
여기서 {\displaystyle r_{i}<r_{i+1}}인 것은
{\displaystyle G_{r}^{2}=L_{2r}-{\frac {c}{24}}\delta _{r,0}}
이기 때문이다.
라몽 경계 조건에서 {\displaystyle G_{0}}의 경우,
{\displaystyle G_{0}^{2}=L_{0}-c/24}
이므로, 무게가 {\displaystyle h}인 비라소로 1차장을
{\displaystyle G_{0}|h\rangle =\pm {\sqrt {h-c/24}}|h\rangle }
가 되게 대각화할 수 있다.
유니터리 표현의 경우, 가능한 무게들은 다음과 같다.:254–255
- {\displaystyle c\geq 3/2}인 경우: {\displaystyle h\geq 0} (NS), {\displaystyle h\geq c/24} (R)
- {\displaystyle 0<c<3/2}인 경우:

{\displaystyle c_{k}={\frac {3}{2}}-{\frac {12}{m(m+2)}}}
{\displaystyle h_{r,s}={\frac {(r(m+2)-sm)^{2}-4}{8m(m+2)}}+{\begin{cases}0&{\text{NS}}\\1/16&{\text{R}}\end{cases}}\qquad (1\leq r\leq m-1,\;1\leq s\leq m+1)}
후자의 경우는 최소 모형에 등장한다.

## 예
{\displaystyle c<3/2}인 유니터리 {\displaystyle {\mathcal {N}}=1} 초등각 장론들은 완전히 분류되었고, 이들을 최소 모형이라고 한다.
자유 마요라나-바일 페르미온 {\displaystyle \psi }({\displaystyle (h,{\bar {h}})=(1/2,0),(0,1/2)})과 자유 실수 보손 {\displaystyle \partial \phi } ({\displaystyle (h,\hbar )=(1,0),(0,1)})으로 구성된 자유 장론은 {\displaystyle c=3/2}인 {\displaystyle {\mathcal {N}}=(1,1)} 초등각 장론을 이룬다. 이 경우, 비라소로 1차장들은 다음과 같다.
| 기호                                  | 무게 {\displaystyle h} | 설명                                                                  |
| ------------------------------------- | ---------------------- | --------------------------------------------------------------------- |
| {\displaystyle 1}                     | 0                      | 진공                                                                  |
| {\displaystyle Q=\psi \partial \phi } | 3/2                    | 초전류 (1에 {\displaystyle G_{-3/2}}를 가하여 얻음)                   |
| {\displaystyle \psi }                 | ½                      | 페르미온                                                              |
| {\displaystyle \partial \phi }        | 1                      | 보손 ({\displaystyle \psi }에 {\displaystyle G_{-1/2}}를 가하여 얻음) |

즉, 두 개의 초1차장 {\displaystyle 1}, {\displaystyle \psi }를 갖는다.

## 응용
초끈 이론에서, 초끈의 세계면 이론은 {\displaystyle {\mathcal {N}}=(1,1)} 초등각 장론 (2종 초끈) 또는 {\displaystyle {\mathcal {N}}=(1,0)} 초등각 장론 (잡종 끈)을 이룬다.

## 같이 보기
- 2차원 𝒩=2 초등각 장론
- 2차원 𝒩=4 초등각 장론
- 끈 이론
- 2차원 등각 장론
- 초대칭
- 최소 모형 (등각 장론)